# Segni
Segni é uma comuna italiana da região do Lácio, província de Roma, com cerca de 8.780 habitantes. Estende-se por uma área de 61 km², tendo uma densidade populacional de 144 hab/km². Faz fronteira com Artena, Colleferro, Cori (LT), Gavignano, Montelanico, Paliano (FR), Rocca Massima (LT).
Era conhecida como Signia no período romano. É a cidade natal do papa Vitaliano.

## Demografia
| Variação demográfica do município entre 1861 e 2011                               |
|                                                                                   |
| Fonte: Istituto Nazionale di Statistica (ISTAT) - Elaboração gráfica da Wikipedia |